# Luigi di Guisa (1555-1588)
Luigi di Guisa, noto come Luigi II Cardinale di Guisa (Dampierre, 6 luglio 1555 – Blois, 24 dicembre 1588), era il terzo figlio di Francesco I di Guisa Duca di Guisa e di Anna d'Este.

## Biografia
Fu creato Arcivescovo di Reims nel 1574, succedendo a suo zio il cardinale Carlo. Il 21 febbraio 1578 divenne cardinale e prese il titolo di cardinale di Guisa, succedendo a suo zio Luigi I. Fu poi legato papale ad Avignone e creato cavaliere dell'Ordine dello Spirito Santo da Enrico III di Francia.
La sua dedizione alla causa del fratello Enrico di Guisa e la sua intransigenza nei confronti del potere reale gli costarono il favore di Enrico III: per ordine del re il cardinale fu ucciso nel castello di Blois poco dopo il fratello.

## Genealogia episcopale
La genealogia episcopale è:
- Cardinale Carlo di Borbone-Vendôme
- Cardinale Luigi II di Guisa

## Ascendenza
|                            |                  |                              | Genitori                           |  |  | Nonni |  |  | Bisnonni            |  |  | Trisnonni                |  |
|                            |                  |                              |                                    |  |  |       |  |  | Renato II di Lorena |  |  | Federico II di Vaudémont |  |
|                            |                  |                              |                                    |  |  |       |  |  | Renato II di Lorena |  |  | Federico II di Vaudémont |  |
|                            |                  | Iolanda d'Angiò              |                                    |  |  |       |  |  | Renato II di Lorena |  |  |                          |  |
| Claudio I di Guisa         |                  |                              |                                    |  |  |       |  |  | Renato II di Lorena |  |  |                          |  |
|                            |                  | Filippina di Gheldria        | Adolfo di Egmond                   |  |  |       |  |  |                     |  |  |                          |  |
|                            |                  | Filippina di Gheldria        | Adolfo di Egmond                   |  |  |       |  |  |                     |  |  |                          |  |
|                            |                  | Filippina di Gheldria        | Caterina di Borbone                |  |  |       |  |  |                     |  |  |                          |  |
| Francesco I di Guisa       |                  | Filippina di Gheldria        |                                    |  |  |       |  |  |                     |  |  |                          |  |
|                            |                  | Francesco di Borbone-Vendôme | Giovanni VIII di Borbone-Vendôme   |  |  |       |  |  |                     |  |  |                          |  |
|                            |                  | Francesco di Borbone-Vendôme | Giovanni VIII di Borbone-Vendôme   |  |  |       |  |  |                     |  |  |                          |  |
|                            |                  | Francesco di Borbone-Vendôme | Isabella di Beauvau                |  |  |       |  |  |                     |  |  |                          |  |
| Antonia di Borbone-Vendôme |                  | Francesco di Borbone-Vendôme |                                    |  |  |       |  |  |                     |  |  |                          |  |
|                            |                  | Maria di Lussemburgo         | Pietro II di Lussemburgo-Saint-Pol |  |  |       |  |  |                     |  |  |                          |  |
|                            |                  | Maria di Lussemburgo         | Pietro II di Lussemburgo-Saint-Pol |  |  |       |  |  |                     |  |  |                          |  |
|                            |                  | Maria di Lussemburgo         | Margherita di Savoia               |  |  |       |  |  |                     |  |  |                          |  |
| Luigi di Guisa             |                  | Maria di Lussemburgo         |                                    |  |  |       |  |  |                     |  |  |                          |  |
|                            | Alfonso I d'Este | Ercole I d'Este              |                                    |  |  |       |  |  |                     |  |  |                          |  |
|                            | Alfonso I d'Este | Ercole I d'Este              |                                    |  |  |       |  |  |                     |  |  |                          |  |
|                            | Alfonso I d'Este | Eleonora d'Aragona           |                                    |  |  |       |  |  |                     |  |  |                          |  |
| Ercole II d'Este           | Alfonso I d'Este |                              |                                    |  |  |       |  |  |                     |  |  |                          |  |
|                            |                  | Lucrezia Borgia              | Papa Alessandro VI                 |  |  |       |  |  |                     |  |  |                          |  |
|                            |                  | Lucrezia Borgia              | Papa Alessandro VI                 |  |  |       |  |  |                     |  |  |                          |  |
|                            |                  | Lucrezia Borgia              | Vannozza Cattanei                  |  |  |       |  |  |                     |  |  |                          |  |
| Anna d'Este                |                  | Lucrezia Borgia              |                                    |  |  |       |  |  |                     |  |  |                          |  |
|                            |                  | Luigi XII di Francia         | Carlo d'Orléans                    |  |  |       |  |  |                     |  |  |                          |  |
|                            |                  | Luigi XII di Francia         | Carlo d'Orléans                    |  |  |       |  |  |                     |  |  |                          |  |
|                            |                  | Luigi XII di Francia         | Maria di Clèves                    |  |  |       |  |  |                     |  |  |                          |  |
| Renata di Francia          |                  | Luigi XII di Francia         |                                    |  |  |       |  |  |                     |  |  |                          |  |
|                            |                  | Anna di Bretagna             | Francesco II di Bretagna           |  |  |       |  |  |                     |  |  |                          |  |
|                            |                  | Anna di Bretagna             | Francesco II di Bretagna           |  |  |       |  |  |                     |  |  |                          |  |
|                            |                  | Anna di Bretagna             | Margherita di Foix                 |  |  |       |  |  |                     |  |  |                          |  |
|                            |                  | Anna di Bretagna             |                                    |  |  |       |  |  |                     |  |  |                          |  |